# Estación de Marchena
Marchena es una estación de ferrocarril situada en el municipio español de Marchena, en la provincia de Sevilla, comunidad autónoma de Andalucía. Está ubicada al norte del casco urbano. 
Antiguamente, la estación fue un nudo ferroviario de cierta importancia donde enlazaban dos líneas férreas, la Utrera-La Roda y la Marchena-Valchillón, teniendo esta última su inicio en el municipio. Esto supuso que Marchena llegase a disponer de una reserva de locomotoras. Sin embargo, en 1970 fue clausurado el trazado hasta Valchillón, tras lo cual Marchena volvió a ser una estación pasante. En la actualidad las instalaciones cuentan con servicios de media distancia operados por Renfe.

## Situación ferroviaria
Las instalaciones se encuentran situadas en el punto kilométrico 40,3 de la línea férrea de ancho ibérico Utrera-Fuente de Piedra, a 97 metros de altitud, entre las estaciones de Arahal y Osuna.

## Historia
La estación fue abierta al tráfico el 8 de octubre de 1868 con la apertura del tramo Morón (empalme)-Marchena de la línea que pretendía unir Utrera con Osuna. Las obras a corrieron a cargo de inversores extranjeros como Jorge B. Crawley, dueño de la compañía The Utrera and Moron Railway que, en 1875, cedió la concesión a otros empresarios como Joaquín de la Gándara y Jorge Loring. Finalmente, la línea recaló en manos de la Compañía de los Ferrocarriles Andaluces, en 1877. 
En 1879 la compañía «Andaluces» puso en marcha la construcción de una línea férrea que tenía en la estación su cabecera, la Marchena-Valchillón, que a su vez enlazaba con la línea Córdoba-Málaga. El trazado entró en servicio en 1885. «Andaluces» instalaría en Marchena una reserva de locomotoras dependiente del depósito de la estación de Utrera, aunque el complejo ferroviario dispuso de otras instalaciones: depósitos de agua, aguadas, muelles de carga, una espaciosa playa de vías para maniobras y algunas vías de apartadero. Para la reserva de locomotoras de instaló en las cercanías un puente giratorio que daba servicio a ocho vías descubiertas.
En 1941, con la nacionalización de todos los ferrocarriles de ancho ibérico, la estación pasó a manos de la recién creada RENFE. En 1970 se produjo la clausura de la línea Marchena-Valchillón, que sería posteriormente desmantelada, lo que significó que la estación perdiera su condición de nudo ferroviario. Desde enero de 2005, con la extinción de RENFE, el ente Adif es el titular de las instalaciones ferroviarias.

## Servicios ferroviarios

### Media Distancia
Renfe Operadora presta servicios de Media Distancia en la estación gracias a la línea 67 que tiene como principales destinos, Sevilla y Málaga.
| Línea MD | Trenes | Origen/Destino |  | Destino/Origen |
| -------- | ------ | -------------- |  | -------------- |
| 67       | MD     | Sevilla        |  | Osuna Málaga   |